# Tekfur
Tekfur fou un títol utilitzat a l'època seljúcida i fins al segle xv. Probablement és d'origen armeni i vol dir 'el que porta la corona'. S'aplicava als governadors romans d'Orient de regions o fortaleses d'Anatòlia i Tràcia, als comandants de les forces de frontera (akritai), i als mateixos emperadors romans d'Orient i als prínceps de la casa reial, sia de Constantinoble o de Trebisonda. Després de la conquesta turca de Constantinoble el 1453, el sultà va prohibir que el títol fos emprat per cap grec.